# Holger Møller Hansen
Holger Møller Hansen (26. juli 1915 – december 2000) var en dansk elektroingeniør og opfinder, som i 1951 indgav patent på fiberskopet, det som i dag kendes som endoskopet. I 1933 konstruerede han desuden en kryptograf anvendt i det danske forsvar. I 1953 optog han desuden patent på bobleplasten, som han dog ikke formåede at markedsføre. Denne opfindelse tilskrives derfor i dag fejlagtigt to amerikanske ingeniører, som fik den samme ide i 1957. Holger Møller Hansen opfandt gennem livet en en lang række forskeligartede opfindelser, som han dog aldrig forsøgte at markedsføre. I hans senere år fokuserede han på opfindelser af urologiske apparaturer, som blev benyttet på danske hospitaler.  

## Princippet
Fiberskopet er et endoskop – altså en bøjelig kikkert som man kan bruge til at undersøge maven, tarme osv, som består af et bundt optiske fibre, som kan videreformidle et billede inde fra kroppen til en person i den anden ende af fiberskopet.

## Interessen
Fiberskopet blev fremvist for en række større virksomheder og institutioner, men ingen var interesseret. Ideen blev overtaget 20 år senere af det japanske firma Olympus og sat i produktion. Olympus er i dag førende i udvikling og produktion af endoskopisystemer.